# Cyrtogonone argentea
Cyrtogonone argentea är en törelväxtart som först beskrevs av Ferdinand Albin Pax, och fick sitt nu gällande namn av David Prain. Cyrtogonone argentea ingår i släktet Cyrtogonone och familjen törelväxter. Inga underarter finns listade i Catalogue of Life.